# Efecte Flynn
S'anomena efecte Flynn l'augment continu del quocient intel·lectual (QI) en algunes regions del món.
Va ser anomenat d'aquesta manera per Richard Herrnstein i Charles Murray en el llibre The Bell Curve, segons el qual cada dècada el QI augmenta en 3 punts respecte a l'anterior, tant en nens de pocs mesos com en adults. A més a més, està demostrat que cada generació és més intel·ligent que l'anterior, ja que presenta millors qualitats davant el pensament abstracte (o lateral).